# Махмуд, Мохамед
Мохамед Махмуд (нем. Mohamed Mahmoud), известный также как Абу Усама аль-Гариб (араб. أبو أسامة الغريب‎) — австрийский террорист египетского происхождения, полевой командир террористической организации «Исламское государство».

## Биография
Мохамед Махмуд родился 18 июня 1985 года в городе Вена, Австрия. Его отец Сами Махмуд был членом движения «Братья-мусульмане». Опасаясь ареста он бежал из страны и получил статус беженца в Австрии.
В возрасте 17 лет Махмуд отправился в Ирак через территорию Италии. В течение восьми месяцев проходил подготовку в лагере группировки «Ансар аль-Ислам» на территории Иракского Курдистана, однако был арестован за два месяца до начала войны в Ираке. По возвращении в Австрию активно занялся исламистской пропагандой: 2005 году он основал организацию исламской молодежи в Австрии, а конце 2006 года возглавил «Глобальный исламский медиа-фронт». Поддерживал тесные связи с Атией Абд аль-Рахманом. Активно призывал австрийских мусульман бойкотировать парламентские выборы 2006 года.
Махмуд вышел на свободу 15 сентября 2011 года. После освобождения переехал в Германию. Проживал Берлине, а затем в Золингене, где основал исламистскую организацию «Миллату Ибрахим». В 2012 году власти Германии депортировали его из страны. Мохамед переехал в Египет.
Погиб в результате авиаудара США в Сирии.